# Patagônia (Vitória da Conquista)
Patagônia é um bairro do município brasileiro de Vitória da Conquista, no estado da Bahia. Situa-se na Zona Oeste da cidade e sua principal avenida é a Frei Benjamin. É um dos mais populosos do município. O antigo Aeroporto de Vitória da Conquista se localizava no bairro.